# ゴージャス・ジョージ
ゴージャス・ジョージ（Gorgeous George）のリングネームで活躍したジョージ・ワグナー（George Raymond Wagner、1915年3月24日 - 1963年12月26日）は、アメリカ合衆国のプロレスラー。ネブラスカ州ボイド郡出身。
1940年代 - 1950年代のアメリカ、特に西海岸で凄まじい人気を誇り、初期のテレビ放送もあいまってヒールではあったが日本で例えれば力道山のようなスーパースターであった。

## 来歴
テキサス州ヒューストンの貧しい家庭に育ち、1932年、10代でデビュー。身長175cmの小柄な前座選手として各地を回っていたが、妻や仲間のアドバイスで貴族ギミックの尊大なキャラクターに変身し、大ブレイクを果たした。トレードマークはスパンコールの付いた派手なロングガウンにブロンドの髪。マイクアピールも得意とした。
日本と同じくアメリカでもテレビ黎明期のキラーコンテンツはプロレス中継であり、わかりやすい悪役のジョージの試合には全米の人々が熱狂し、会場を毎回満員にした。もっとも、ニューヨークを中心とする東海岸ではジョージよりアントニオ・ロッカが一般的なスターであった。1950年代のプロレス・ブームの終焉と共にジョージの人気も翳りが指し、巨万の富も離婚で失い更にはアルコール使用障害に陥った。1962年11月7日、ロサンゼルスで行われたザ・デストロイヤーとの髪とマスクを賭けた試合で敗れて自慢の髪を坊主にされ、そのままリングを降りた。それからわずか一年後の1963年12月26日、心臓発作により48歳で死去。
彼の死後、ジョージの弟や息子、甥を名乗る選手が各地に現れたが、もちろん誰一人として本物ではなく、本人のような名声を得ることも出来なかった。そのうちの一人が1969年にゴージャス・ジョージ・ジュニアというリングネームで来日し、国際プロレスでコミカルなファイトを見せている（後にマネージャーに転身し、モンゴリアン・ストンパーなどを担当した）。
彼のスタイルはフレッド・ブラッシー、バディ・ロジャース、ジェリー・グラハム、エディ・グラハム、ジャッキー・ファーゴ、レイ・スティーブンス、ニック・ボックウィンクル、パット・パターソン、バディ・コルトなど多くの選手に強い影響を与え、さらに彼らを通してリック・フレアーなどに継承されている。モハメド・アリもジョージの大ファンであり、間接的ではあるがブラッシーなどからマイクパフォーマンスなどを学んだ。テレビで見ていたジョージのプロレス的パフォーマンスをボクシングに持ち込もうと考えたとされる。また、ジェームス・ブラウンも彼のアクションを参考にしたパフォーマンスを行っていた。
2010年、WWE殿堂に迎えられた。顕彰セレモニーには夫人のベティ・ワグナーが出席。インダクター（プレゼンター）は彼の最後の対戦相手であったディック "ザ・デストロイヤー" ベイヤーが担当した。

## 獲得タイトル
アメリカン・レスリング・アソシエーション
- AWA世界ヘビー級王座（ボストン版）

ミッドサウス・スポーツ
- NWA南部ヘビー級王座（ジョージア版）

ガルフ・コースト・チャンピオンシップ・レスリング
- NWAガルフ・コースト・ヘビー級王座

ワールド・レスリング・エンターテインメント
- WWE殿堂（2010年度）

その他
- 世界ヘビー級王座（ロサンゼルス版）
- 世界ヘビー級王座（イリノイ版）
- 太平洋岸ジュニアヘビー級王座
- 太平洋岸ライトヘビー級王座
- 太平洋岸ミドル級王座

## 入場
ジョージの最大の見せ場でもある入場シーン。入場曲を使った最初の選手と言われる。
- まず赤絨毯が用意される。『威風堂々』が流れ、ピンスポット照明を浴びながら執事と女性マネージャーに先導され登場。観客を挑発しながらゆっくりと進む。
- 執事が香水（銘柄はシャネルの『10番』という架空のもの）でリングを消毒するまで、リングサイドでシューズを拭きながらペアピンや花束を観客席に投げ込む。
- レフェリーや相手を見下しながら紹介を受け、試合が始まれば反則一辺倒。

『威風堂々』は、後にランディ・サベージも入場曲として愛用した。なお、ランディ・サベージは1990年代末にWCWにて、ガールフレンドのステファニー・ベラーズを「ゴージャス・ジョージ」と名付けて女性マネージャーに従えていたが、もともとはサベージの実弟のラニー・ポッフォがゴージャス・ジョージを名乗る予定だった。